# Rhizoprionodon
Rhizoprionodon es un género de carcarriniformes de la familia Carcharhinidae, el cual engloba las siguientes especies:
- Rhizoprionodon acutus
- Rhizoprionodon lalandii
- Rhizoprionodon longurio
- Rhizoprionodon oligolinx
- Rhizoprionodon porosus
- Rhizoprionodon taylori
- Rhizoprionodon terraenovae